# António Pimentel
António Manuel Moita Pimentel (Condeixa-a-Nova, 22 de Janeiro de 1935 — Alcabideque (Condeixa-a-Nova), 24 de Abril de 1998) foi um pintor e ilustrador português.

## Biografia
Inicia a sua atividade artística sob a orientação dos artistas plásticos conimbricenses Carlos Ramos (pintura) e Mário Oliveira Soares (cerâmica).
Realiza a primeira exposição individual em Coimbra, no Salão do Primeiro de Janeiro, em 1957. Nesse mesmo ano, co-funda  o Círculo de Artes Plásticas, no seio da Associação Académica de Coimbra, com outros artistas estudantes e sob direção do pintor modernista brasileiro Waldemar da Costa. Dois anos depois o Professor Doutor Bissaya Barreto convida-o a pintar os murais do Instituto Maternal de Coimbra, atual Maternidade Bissaya Barreto.
Muda-se para Lisboa em 1960, onde desenvolve o seu trabalho criativo na agência ETP, por muitos considerada a primeira agência publicitária portuguesa, com Alves Redol, Orlando da Costa, Luís Sttau Monteiro e Ary dos Santos.

Nos anos seguintes continua a aperfeiçoar o seu trabalho artístico, efetuando um curso de gravura no Museu de Arte Moderna do Rio de Janeiro, sob a orientação de Roberto de La Mónica, tendo a oportunidade de expor o seu trabalho. A Fundação Calouste Gulbenkian atribui-lhe uma bolsa de estudo para Paris, dando-lhe a possibilidade de frequentar a École Nationale Supérieure des Beaux-Arts a partir de 1969, conseguindo ver obras suas premiadas com a 1ª Recompensa a Títulos Estrangeiros. Visita Londres para a seleção de uma gravura sua para a publicação “European Illustration” e expõe na Academia Real Inglesa.

Volta a Portugal depois da Revolução dos Cravos (1974), onde colabora como ilustrador com diversos escritores e entidades  . Mais tarde estabelece-se no concelho de Condeixa, adquirindo a Casa dos Bentos, em Alcabideque, para sua residência, e uma outra, em Bom Velho de Cima, onde fixa o atelier. 
Em 1997 realiza as suas duas últimas exposiçoes em vida, na Casa da Cultura de Coimbra e no Museu Municipal Dr. Santos Rocha (Figueira da Foz).

Falece a 24 de Abril de 1998, vítima de doença oncológica, na sua Casa dos Bentos, estando sepultado no cemitério de Condeixa-a-Nova.
A Câmara Municipal de Condeixa-a-Nova homenageou este eminente pintor através de um memorial , instalado nos jardins da Biblioteca Municipal, imortalizando-o.

## Obra
António Pimentel, como artista versátil que era, tem uma extensa obra nos mais diversos materiais. Convém, no entanto, destacar a ilustração do livro de poemas ”As Portas que Abril Abriu”, de Ary dos Santos , pela sua importância literária e histórica.
Para os CTT Correios de Portugal realizou:
- 1987 - Emissão «Monumentos da Madeira»: “Sé Catedral do Funchal” e os “Antigos Paços do Concelho de Santa Cruz”
- 1987 - Emissão Comemorativa do «Centenário do Nascimento de Amadeo de Souza-Cardoso»
- 1989 - Coleção "Europa" - Portugal (apresentando uma criança brincando com um pião e piões em movimento)
- 1989 - Coleção "Europa" - Açores (apresentando uma criança brincando com um pequeno bote)
- 1989 - Coleção "Europa" - Madeira (apresentando uma criança brincando com um papagaio de papel)

A TLP (Telecomunicações de Lisboa e Porto) encomenda-lhe em 1992 três pinturas, com temas diferentes. Estas eram alusivas aos Descobrimentos portugueses, para a Exposição Universal de Sevilha de 1992, Jogos Olímpicos, para os Jogos Olímpicos de Barcelona, no verão de 1992, e Escrita, alusiva à Literatura Portuguesa.

## Exposições individuais
- 1957 - Galeria "Primeiro de Janeiro", Coimbra
- 1960 - Galeria "Divulgação", Porto
- 1964 - Galeria Nacional de Arte, Lisboa
- 1964 - Galeria Alpendre, Rio de Janeiro, Brasil
- 1984 - Museu de Arte Contemporânea de Campinas "José Pancetti", Campinas, Brasil
- 1985 - Galerie Plamon, Sarlat-la-Canéda, França
- 1986 - Galeria Presença, Coimbra
- 1986 - Galeria Gilde, Guimarães
- 1987 - Museu Municipal de Santiago do Cacém
- 1987 - Museu Monográfico de Conímbriga, Condeixa-a-Nova
- 1990 - T. H. Galerie, Lyon, França
- 1990 - Centro Cultural de São Lourenço, Almancil, Algarve
- 1991 - Contrast Gallery, Bruxelas, Bélgica (em simultâneo com a "Europália", tendo Portugal como país-tema)
- 1992 - Galeria São Francisco, Lisboa
- 1993 - Sparkasse Bruchsal, Bretten, Alemanha
- 1993 - Galerie Sanguine, La Rochelle, França
- 1993 - Galeria Arte-Vária, Coimbra
- 1993 - Retrospectiva de Desenho - 1957/1993, Museu Municipal Santos Rocha, Figueira da Foz
- 1994 - Galeria Quattro, Leiria
- 1994 - Galeria de S. Francisco, Lisboa
- 1995 - Belo-Belo, Braga
- 1996 - Galerie Sanguine, La Rochelle, França
- 1996 - Galeria Almadarte, Costa de Caparica
- 1996 - Galeria Quattro, Leiria
- 1997 - Museu Municipal Santos Rocha, Figueira da Foz